# Ezequiel Baeza
Ezequiel Baeza, född 8 maj 1944, är en friidrottare från Chile. Han deltog vid olympiska sommarspelen 1968.